# UFC on Fox: Shogun vs. Vera
O UFC on Fox: Shogun vs. Vera (ou UFC on Fox 4 e UFC no Combate: Shogun x Vera) foi um evento de MMA promovido pelo Ultimate Fighting Championship que aconteceu em 4 de agosto de 2012 no Staples Center em Los Angeles, Califórnia.

## Background
Chad Griggs era esperado para enfrentar Phil Davis no evento. No entanto, Griggs foi forçado a sair da luta com uma lesão e substituído pelo recém-chegado Wagner Prado.
Brian Stann era esperado para fazer a luta principal do evento contra o recém-chegado Hector Lombard. No entanto, Stann foi forçado a sair da luta citando uma lesão no ombro e Hector Lombard foi passado para o UFC 149 para enfrentar Tim Boetsch.
Maurício Shogun lutaria no UFC 149. Mas devido a lesão de seu oponente, Shogun ficou sem adversário, então o UFC decidiu passar Shogun para este evento. Maurício Shogun e Brandon Vera protagonizarão agora a luta principal do evento.
Pablo Garza foi forçado a se retirar de sua luta contra Josh Grispi, Grispi agora vai enfrentar Rani Yahya.
Terry Etim foi forçado a se retirar de sua luta contra Joe Lauzon, Lauzon agora vai enfrentar Jamie Varner.
Rob Broughton era esperado para enfrentar Matt Mitrione no evento. No entanto, a luta foi desfeita deste evento após Broughton alegar problemas pessoais. A luta foi então remarcada para o UFC on FX: Browne vs. Pezão.
Ben Rothwell era esperado para enfrentar Travis Browne no evento. No entanto Rothwell teve uma lesão no tornozelo, o que levou a luta ser retirada do card. O UFC contrataria Devin Cole para substituir Rothwell, mas devido a sua ficha suja o UFC desistiu e agora Travis Bowne fará a luta principal do UFC on FX: 5 contra Antônio Pezão. Com isso, a luta entre Mike Swick e DaMarques Johnson foi passada para o card principal.
Em 31 de julho de 2012, o presidente do UFC Dana White que anunciou em 30 de julho que o vencedor da luta entre Maurício Shogun e Brandon Vera seria o próximo desafiante ao cinturão dos Meio-Pesados, revogou sua decisão. Dana resolveu que o vencedor da luta entre Lyoto Machida e Ryan Bader também poderá ser o próximo desafiante ao cinturão, dependendo do rendimento do vencedor.

## Card Oficial
Nota 1 Lyoto se tornou o desafiante Nº1 ao Cinturão dos Meio-Pesados.

Nota 2 Davis acertou acidentalmente o dedo no olho de Prado.

## Bônus da Noite
Os lutadores receberam US$ 50 mil em bônus.
- Luta da Noite (Fight of the Night):  Joe Lauzon vs.  Jamie Varner
- Nocaute da Noite (Knockout of the Night):  Mike Swick
- Finalização da Noite (Submission of the Night):  Joe Lauzon